# La Vinyola (Sora)
La Vinyola és una masia de Sora (Osona) inclosa a l'Inventari del Patrimoni Arquitectònic de Catalunya.

## Descripció
Casa de planta rectangular construïda amb carreus irregulars plans a l'exterior i força morter. Les portes i finestres no tenen cap mena de marc. La teulada, de teula, és de doble vessant. Actualment està habitada i es conserva en bon estat. Tot i que la casa no conserva documentació així ni cap data a les llindes, l'estructura de la construcció és similar a altres construccions del segle xviii.

## Història
El Mas Vinyola apareix documentat en el primer document que dona una visió global de la parròquia de Sora, que testimonia la venda del delme de Sora feta l'any 1338, per Marc Sant Agustí a Pere de Sala. En aquest document s'especifiquen els masos de la parròquia estricte de Sora i entre ells el Mas Vinyola. Posteriorment el mas va ser absorbit per Tarradelles de Munt.